# Krátky Proces
Krátky Proces je slovenská ultra nacionalistická hudební skupina, vzniklá na počátku 90. let 20. století. Založena byla už kolem roku 1987, kdy patřila spíše k "punkovým" skupinám opěvující vlastenectví a národní hrdost. Později přitvrzovala texty ve kterých útočila na Židy, Romy i Maďary. Tímto se tedy definitivně přiklonila k neonacistické scéně okolo nazi skinheads. V roce 1991 vystoupila na legendárním koncertě v Bzenci. Roku 1993 vydala kazetu Na prach!. Kapela se rozpadla někdy v polovině 90. let, před pár lety se kytarista Karol se zpěvákem Rogelem pokusili o comeback.

## Diskografie

### Kompilace
- Skins' songs vol. 1 (1992)
- Skins' songs vol. 2 (1994)
- No more brothers wars (1996)
- Na prach! (2017) - obsahuje znovu nahrané hity skupiny

### Řadová studiová alba
- Na prach! (1993)
- 1988-1996 (1997)
- Slovanská jednota (2016)
- Hyeny (2019)